# Xã Flag, Quận Stone, Arkansas
Xã Flag (tiếng Anh: Flag Township) là một xã thuộc quận Stone, tiểu bang Arkansas, Hoa Kỳ. Năm 2010, dân số của xã này là 152 người.